# Uraga haemorrhoa
Uraga haemorrhoa är en fjärilsart som beskrevs av Walker 1854. Uraga haemorrhoa ingår i släktet Uraga och familjen björnspinnare. Inga underarter finns listade i Catalogue of Life.